# Monica Hargrove
Monica Hargrove (ur. 30 grudnia 1982) – amerykańska lekkoatletka, sprinterka.

## Osiągnięcia
- srebrny medal halowych mistrzostw świata (sztafeta 4 × 400 metrów, Moskwa 2006)
- złoty medal halowych mistrzostw świata (sztafeta 4 × 400 metrów, Sopot 2014)
- medalistka mistrzostw Stanów Zjednoczonych

## Rekordy życiowe
- bieg na 400 metrów – 50,39 (2009)
- bieg na 300 metrów (hala) – 36,85 (2009)
- bieg na 400 metrów (hala) – 52,26 (2007)
- bieg na 600 jardów (hala) – 1:19,50 (2009)